# Gert Richter (Historiker)
Gert Richter (* 12. Februar 1933 in Erfenschlag; † 16. Februar 2015 in Chemnitz) war ein deutscher Historiker und Verleger.

## Leben und Werk
Nach der Schulausbildung absolvierte Gert Richter zunächst eine Lehre zum Elektromechaniker. Danach war er als Pionierleiter tätig und qualifizierte sich in Fern- und Direktstudiengängen zum Unterstufenlehrer, Fachlehrer für Geschichte und Diplomhistoriker weiter. Nach dem Studium war Richter wissenschaftlicher Oberassistent an der Sektion Pädagogik, Psychologie, Freundschaftspionierleiterausbildung der Pädagogischen Hochschule „Ernst Schneller“ Zwickau, wo er an der Ausbildung von Pionierleitern und Lehrern beteiligt war. 1971 promovierte er zum Dr. phil. mit der Dissertation A Zur Rolle und Bedeutung von örtlichen Geschichtsvereinen für die Erforschung und Darstellung der bürgerlichen Heimatgeschichte. Er arbeitete an der Dissertation B zum Thema Zur Herausbildung und Ausprägung der Kommunalpolitik der Kommunistischen Partei Deutschlands in Chemnitz von 1918/19 bis 1929, die er 1981 an der Karl-Marx-Universität Leipzig erfolgreich verteidigte. Von 1981 bis 1994 war er Direktor des Stadtarchivs Karl-Marx-Stadt bzw. Chemnitz. Er legte in dieser Zeit mehrere Publikationen zur regionalen Historiographiegeschichte des 19. und 20. Jahrhunderts, zur Vereinigung von KPD und SPD zur SED im Kreis Annaberg, zu ausgewählten Problemen der kommunistischen Kinder- und Jugendbewegung und zur Geschichte der DDR vor. Gert Richter war Redaktionsmitglied der Regionalgeschichtlichen Beiträge aus dem Bezirk Karl-Marx-Stadt, die u. a. vom Stadtarchiv Karl-Marx-Stadt herausgegeben worden sind.
Nach der Wende gründete Richter 1990 gemeinsam mit seinem ältesten Sohn Dipl.-Hist. Jörn Richter und dem Buchhändler Gottfried Müller (1921–2013) den Verlag Heimatland Sachsen mit Sitz in Chemnitz-Erfenschlag, der sich auf regionale Schriften vor allem zur Geschichte der Stadt Chemnitz spezialisiert hat. 
Anfang Mai 1991 leitete er als Direktor des Stadtarchivs Chemnitz die Konferenz der Ortschronisten in Chemnitz mit über 100 Teilnehmern.
Von 1990 bis 1998 war er Vorsitzender des Chemnitzer Geschichtsvereins e. V. 1990, deren Mitteilungshefte er ab 1992 herausgab. 2002/2003 war er Präsident des Rotary Clubs Chemnitz.
Er war Mitglied der Historischen Kommission der Sächsischen Akademie der Wissenschaften in Leipzig.

## Werke (Auswahl)
- Chemnitz, so wie es war. Chemnitz 1992
- Chemnitzer Heimatatlas. Chemnitz 1993
- Chemnitzer Erinnerungen 1945. Chemnitz 1995
- Chemnitz, das sächsische Manchester. Chemnitz 1996
- (Hrsg.): Zur Gründung der ersten Baumwollmaschinenspinnerei in Sachsen. Beiträge und Dokumente. 200 Jahre erste Baumwollmaschinenspinnerei in Sachsen, Chemnitz 1999.
- Chemnitzer Erinnerungen 1945. Eine Dokumentation in Wort und Bild über die Zerstörung von Chemnitz im Zweiten Weltkrieg. 2. Auflage. Heimatland Sachsen, Chemnitz 2001, ISBN 3-910186-173.
- mit Thomas Morgenstern: Altes und Neues Rathaus der Stadt Chemnitz (= DKV-Kunstführer. Nr. 547). DKV, München/Berlin 2000, DNB 960468412.